# Lipoltov (vojenský újezd Hradiště)
Lipoltov (německy Lappersdorf) je zaniklá vesnice ve vojenském újezdu Hradiště v okrese Karlovy Vary. Stál v Doupovských horách 2,2 kilometru východně od Velichova v nadmořské výšce okolo 515 metrů.

## Název
Název vesnice se vyvinul z německého jména Leupoltsdorf, které vzniklo z osobního jména Lipolt ve významu Lipoltova ves. V historických pramenech se objevuje ve tvarech: Lupoldesdorph (1273), Leupolsdorf (1523), Lapersdorf (1785), Lappersdorf (1847) a Lipoltov nebo Lappersdorf (1900).

## Historie
Vesnice byla založena doksanským klášterem na území velichovského kolonizačního újezdu nejspíše už před rokem 1260, ale první písemná zmínka o ní pochází až z 15. května 1273, kdy papež Řehoř X. klášteru potvrdil vlastnictví celého újezdu, který tvořilo osm vesnic. V patnáctém století vesnice patřila k loketskému panství, ale roku 1525 byla příslušenstvím Andělské hory.
Po třicetileté válce v Lipoltově podle berní ruly z roku 1654 žilo devět sedláků, tři chalupníci a jedenáct domkářů, z nichž jeden provozoval hospodu. Dva sedláci si vydělávali jako formané, jeden obchodoval s obilím a jeden chalupník pracoval jako švec. Na polích pěstovali žito, ale hlavním zdrojem obživy býval chov dobytka. Roku 1623 byla vesnice připojena k panství Stružná (tehdy Kysibel), u kterého zůstala až do roku 1850. Ve vsi bývala jednotřídní škola a sídlem farnosti Velichov. Patřily k ní samoty Brandnermühle, Kohlhäuser a vzdálenější Petersdörferhäuseln.
V roce 1949 měla vesnice sbor dobrovolných hasičů společný s Horní Lomnicí, Mlýnskou, Pastvinami, Starou Vsí a Svatoborem. Lipoltov zanikl vysídlením v důsledku zřízení vojenského újezdu během první etapy rušení sídel v roce 1953.

## Přírodní poměry
Lipoltov stával v katastrálním území Doupov u Hradiště v okrese Karlovy Vary, asi dva kilometry východně od Velichova. Nacházel se v nadmořské výšce okolo 515 metrů v malém údolí drobného přítoku Petrovského potoka. Oblast leží v západní části Doupovských hor, konkrétně v jejich okrsku Jehličenská hornatina. Půdní pokryv v okolí vsi tvoří kambizem eutrofní. Původní katastrální území vesnice měřilo 388 hektarů.
V rámci Quittovy klasifikace podnebí se Lipoltov nacházel v mírně teplé oblasti MT7, pro kterou jsou typické průměrné teploty −2 až −3 °C v lednu a 16–17 °C v červenci. Roční úhrn srážek dosahuje 650–750 milimetrů, počet letních dnů je 30–40, mrazových dnů 110–130 a sníh v ní leží 60–80 dnů v roce.

## Obyvatelstvo
V roce 1939 žilo v Lipoltově 205 obyvatel ve 42 domech a roku 1947 to bylo jen 63 obyvatel.
|           | 1869 | 1880 | 1890 | 1900 | 1910 | 1921 | 1930 | 1950 |
| --------- | ---- | ---- | ---- | ---- | ---- | ---- | ---- | ---- |
| Obyvatelé | 229  | 255  | 247  | 235  | 249  | 221  | 227  | 62   |
| Domy      | 37   | 42   | 42   | 42   | 42   | 42   | 42   | 31   |

## Obecní správa
Po zrušení patrimoniální správy se Lipoltov stal roku 1850 obcí. Od roku 1869 byl krátce osadou Velichova, ale při sčítání lidu v roce 1880 už byl zase obcí. Po druhé světové válce Lipoltov v roce 1947 spravovala hornolomnická místní správní komise. V samotném Lipoltově komise vzhledem k nízkému počtu obyvatel (63 v roce 1947) zřízena nebyla. V Úředním listu republiky Československé ze dne 22. listopadu 1949 je oznámeno sloučení obce Lipoltov s obcí Velichov.

## Pamětihodnosti
Z vesnice zbyly jen základy domů a pomník obětem první světové války. Stávala zde také novogotická kaple Panny Marie Růžencové, kterou v roce 1892 postavil doupovský stavitel Schmidt. Měla obdélnou loď s rozměry 8 × 6 metrů, na kterou navazoval polygonální presbytář. Oltářní obraz namaloval Wilhelm Schneider.